# FIFA 20
FIFA 20 ist ein Fußballsimulationsspiel, das von EA Sports entwickelt und von Electronic Arts am 27. September 2019 für Microsoft Windows, PlayStation 4, Xbox One sowie Nintendo Switch veröffentlicht wurde. Es ist die 27. Ausgabe der FIFA-Reihe. Die Demoversion wurde am 10. September 2019 auf PlayStation 4, Xbox One und Microsoft Windows veröffentlicht.
Eden Hazard, Mittelfeldspieler von Real Madrid, ist neuer Cover-Star der Standard-Version. Liverpools Verteidiger Virgil van Dijk ist auf dem Cover der Champions Edition zu sehen. Zinedine Zidane ist Titelstar der Ultimate-Edition.

## Neuerungen
Das Spiel bietet zum ersten Mal VOLTA Football, einen neuen Modus, der eine Varianz zum traditionellen 11-gegen-11-Gameplay bietet und sich auf Straßenfußball- und Futsal-Simulationen konzentriert. Es wird angenommen, dass sich der Modus an die frühere FIFA Street-Serie anlehnt. Dafür wurde auf den Story-Modus „The Journey“ aus den letzten drei Teilen verzichtet.
Das Spiel umfasst mehr als 30 offizielle Ligen, über 700 Vereine und über 17.000 Spieler. Zum ersten Mal dabei sind die rumänische Liga 1 und ihre 14 Mannschaften sowie der Verein Al Ain aus den Vereinigten Arabischen Emiraten.
Juventus Turin ist nach der Unterzeichnung eines exklusiven Partnerschaftsvertrags mit dem Konkurrenten Pro Evolution Soccer nicht mehr verfügbar und ist stattdessen unter dem Namen Piemonte Calcio enthalten. Das Spiel behält die Spieler bei, aber das offizielle Abzeichen und die Trikots sind nicht verfügbar und weisen stattdessen von EA Sports kreierte Sonderanfertigungen auf.
Der Spielmodus Ultimate Team hat 88 Ikonen (Icons), darunter 15 neue Namen. Carlos Alberto, John Barnes, Kenny Dalglish, Didier Drogba, Michael Essien, Garrincha, Pep Guardiola, Kaká, Ronald Koeman, Andrea Pirlo, Ian Rush, Hugo Sánchez, Ian Wright, Gianluca Zambrotta und Zinedine Zidane sind alle zum ersten Mal als Icons erhalten.
Es wurden ebenfalls viele neue Stadien, viele davon aus der Bundesliga, ins Spiel eingebracht.
Die Elfmeter wurden ebenfalls überarbeitet, es braucht mehr Präzision um zu treffen.
| Stadion                               | Verein              | Liga                 |
| ------------------------------------- | ------------------- | -------------------- |
| Bramall Lane                          | Sheffield United    | Premier League       |
| Estadio El Alcoraz                    | SD Huesca           | LaLiga Santander     |
| Campo de Fútbol de Vallecas           | Rayo Vallecano      | LaLiga Santander     |
| Nuevo Estadio Municipal José Zorrilla | Real Valladolid     | LaLiga Santander     |
| Weserstadion                          | Werder Bremen       | Bundesliga           |
| Commerzbank-Arena                     | Eintracht Frankfurt | Bundesliga           |
| Rheinenergiestadion                   | 1. FC Köln          | Bundesliga           |
| Volkswagen Arena                      | VfL Wolfsburg       | Bundesliga           |
| Red Bull Arena                        | RB Leipzig          | Bundesliga           |
| BayArena                              | Bayer 04 Leverkusen | Bundesliga           |
| Prezero-Arena                         | TSG 1899 Hoffenheim | Bundesliga           |
| WWK-Arena                             | FC Augsburg         | Bundesliga           |
| Opel Arena                            | 1. FSV Mainz 05     | Bundesliga           |
| Merkur Spiel-Arena                    | Fortuna Düsseldorf  | Bundesliga           |
| Mercedes-Benz Arena                   | VfB Stuttgart       | 2. Bundesliga        |
| HDI-Arena                             | Hannover 96         | 2. Bundesliga        |
| Max-Morlock-Stadion                   | 1. FC Nürnberg      | 2. Bundesliga        |
| Groupama Stadium                      | Olympique Lyon      | Ligue 1              |
| Atatürk-Olympiastadion                | Türkei              | Nationalmannschaften |

## Ligen
Folgende Ligen sind im Spiel enthalten:
| Land                      | Liga                                                     |
| ------------------------- | -------------------------------------------------------- |
| Argentinien               | Primera División                                         |
| Australien                | Hyundai A-League                                         |
| Belgien                   | Pro League                                               |
| Brasilien                 | Campeonato Brasileiro de Futebol (nicht voll lizenziert) |
| Chile                     | Primera División                                         |
| Volksrepublik China       | Chinese Super League                                     |
| Dänemark                  | Superligaen                                              |
| Deutschland               | Bundesliga                                               |
| Deutschland               | 2. Bundesliga                                            |
| Deutschland               | 3. Liga                                                  |
| England                   | Premier League                                           |
| England                   | Football League Championship                             |
| England                   | Football League One                                      |
| England                   | Football League Two                                      |
| Frankreich                | Ligue 1                                                  |
| Frankreich                | Ligue 2                                                  |
| Italien                   | Serie A                                                  |
| Italien                   | Serie B                                                  |
| Japan                     | J1 League                                                |
| Kolumbien                 | Categoría Primera A                                      |
| Mexiko                    | Liga MX                                                  |
| Niederlande               | Eredivisie                                               |
| Norwegen                  | Tippeligaen                                              |
| Österreich                | Bundesliga                                               |
| Polen                     | Ekstraklasa                                              |
| Portugal                  | Primeira Liga                                            |
| Rumänien                  | Liga 1                                                   |
| Irland                    | League of Ireland                                        |
| Saudi-Arabien             | Saudi Professional League                                |
| Schottland                | Scottish Premiership                                     |
| Schweden                  | Fotbollsallsvenskan                                      |
| Schweiz                   | Super League                                             |
| Spanien                   | Primera División                                         |
| Spanien                   | Segunda División                                         |
| Südkorea                  | K League Classic                                         |
| Türkei                    | Süper Lig                                                |
| Vereinigte Staaten Kanada | Major League Soccer                                      |
| International             | Nationalmannschaften der Männer & Frauen                 |